# Tempo de busca

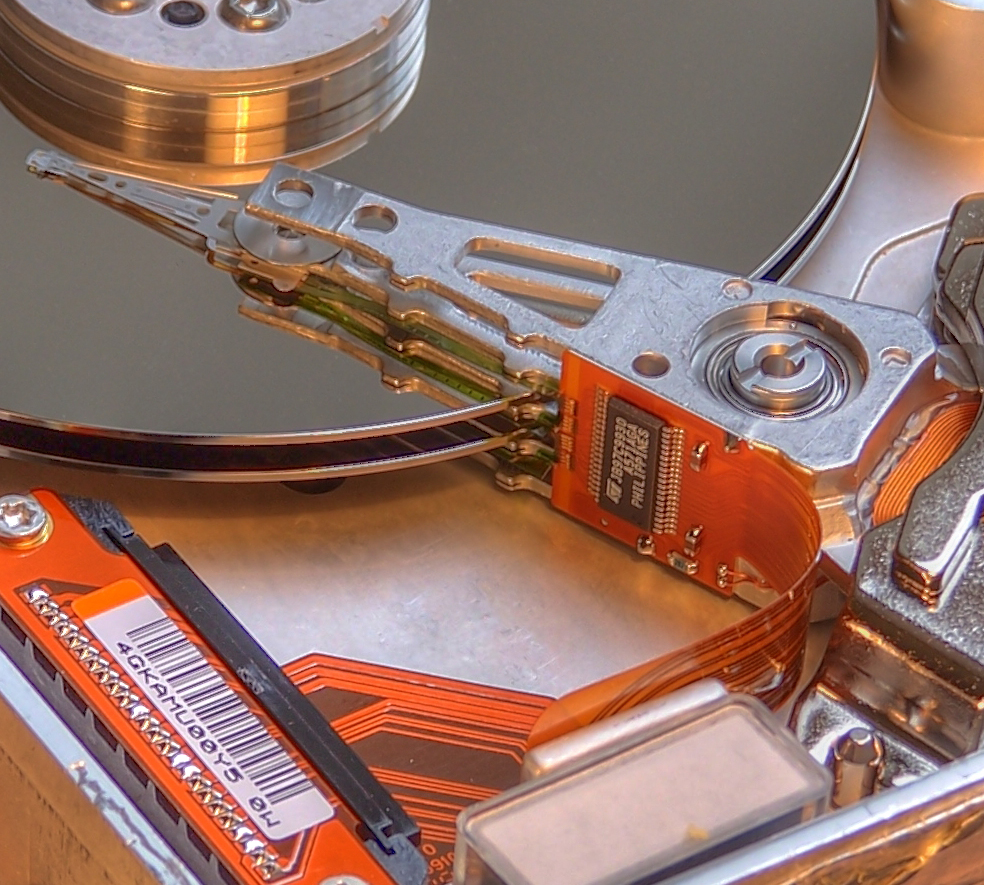
Cabeça de leitura/gravação sobre um disco de HD.

Tempo de busca é um dos três tipos de atraso associados à leitura ou gravação de dados por um acionador de disco de computador, e que também atua de modo similar em acionadores de CD ou DVD. Os outros tipos são o atraso rotacional e tempo de transferência, e sua soma constitui o tempo de acesso.
Para ler ou gravar dados num local determinado do disco, a cabeça de leitura/gravação do disco precisa mover-se fisicamente para o local correto. Este processo é conhecido como seeking ("busca"), e o tempo que leva para a cabeça mover-se para o local apropriado é o seek time (ou "tempo de busca"). O tempo de busca para um disco determinado varia em função de quão longe a cabeça esteja do destino visado no momento de cada instrução de leitura ou escrita; geralmente, fala-se em tempo de busca médio de um disco (average seek time).